# Чмоня
Чмоня (настоящее имя ― Вирго, англ. Virgo) ― интернет-мем с домашней кошкой по кличке Вирго, ставшей популярной в Интернете после того, как её хозяин под ником f3I2g выложил фотографию Вирго на сайте Reddit в 2021 году, когда она ещё была котёнком. В 2021―2022 годах фотография кошки стала популярным интернет-мемом: пользователи социальной сети Twitter дали котёнку кличку Чмоня, притворялись его хозяевами и сочиняли истории с участием котёнка.

## Биография
Чёрно-белая кошка по кличке Вирго, чья фотография стала основой для интернет-мема с котом Чмоней, принадлежит пользователю социальной сети Reddit под ником f3I2g, который начал выкладывать фотографии кошки на сайте осенью 2020 года. В профиле пользователя присутствуют фотографии и взрослой Вирго.

## Интернет-мем
В феврале 2021 года хозяин Вирго под ником f3I2g выложил фотографию кошки, на которой Вирго, будучи котёнком, сидит на панели автомобиля. После этого фотографию добавляли в подборки «маленьких котят» и публиковали в социальных сетях. В конце декабря 2021 года пользователь Twitter под ником antipillz выложил фотографию Вирго с подписью «едем», которая стала популярной. Пользователь позднее уточнил, что взял изображение в Интернете. В комментариях к записи один из пользователей опубликовал отредактированную фотографию, на которой к котёнку был якобы применён фильтр, который определил кошку как «чмоня» с вероятностью в 100%, что дало кличку кошке и название интернет-мему. Помимо этого пользователи Интернета прозвали Чмоню «маленьким русским котом» по аналогии с «большим русским котом» ― каракалом, ставшим известным как Большой Шлёпа.
В начале января 2022 года котёнок стал популярным интернет-мемом: некоторые пользователи социальной сети Twitter притворялись его хозяевами, другие сочиняли истории, в которых Чмоня посещал Донбасс, становился лидером протестов в Казахстане, персонажем компьютерных игр или преемником Владимира Путина на должности Президента России. Многие пользователи социальной сети изменили имена своих учётных записей и аватары в честь котёнка. По состоянию на 10 января 2022 года, при попытке поиска фотографии с Чмоней сервис поиска фотографий Google показывает адреса сети кафе «Сытый слон» в Екатеринбурге, однако на онлайн-страницах кафе присутствуют только изображения интерьеров заведения без фотографии котёнка.